# Волшебный рок
Волшебный рок (англ. Wizard Rock) — музыкальное направление, зародившееся в США в начале 2000-х благодаря книгам и фильмам о Гарри Поттере. Стиль давно вышел за пределы Америки, и в этом жанре играют более 750 групп.
Приверженность волшебному-року групп к Гарри Поттеру видна по «говорящим» названиям: Harry and the Potters, Draco and the Malfoys, The Remus Lupins и т. д.
Песни обычно пишутся от лица какого-то «поттеровского» персонажа, на концертах музыканты выступают в образе «своего» героя. Волшебные рок-музыканты нередко играют в школах, библиотеках, книжных магазинах, они желанные гости на фан-конвенциях посвящённых Гарри Поттеру.
Одними из основателей данного стиля следует считать группу Harry and the Potters. Члены группы, братья Пол и Джо ДеДжорджи организовали свой коллектив летом 2002 года, тогда же дали и первый концерт во время вечеринки на своем заднем дворе. Получив крайне положительные отзывы, они продолжили написание песен на Поттер-тематику и выпустили свой первый, одноимённый, альбом в апреле следующего года. Позже они признались, что и не думали что всё будет всерьёз и надолго.
Вскоре после этого, группа начала концертную и гастрольную деятельность, выпустила свой второй CD летом 2004 года, чем и привлекла внимание общественности к данному направлению — «Wizard Rock».
Летом 2005 г. «Harry and the Potters» совершили свой летний тур, который стимулировал появление и других групп играющих в стиле «Wizard Rock».